# 飛鳥淨御原令
飛鳥淨御原令 （あすかきよみはらりょう）是日本飞鸟时代后期制定的律令，僅有「令」22卷，而無「律」。據說早於《飛鳥淨御原令》，天智天皇曾于668年颁布的《近江令》，然近江令的存在与否，学界有不同意见，因此《飛鳥淨御原令》被部分学者认为是日本历史上首部系统性的律令，然因亡佚，许多细节已無從知曉。

## 概述
672年天武天皇发动壬申之亂，从继承天智天皇的大友皇子手中武力夺取政权。天武天皇掌权后模仿唐朝建构官僚体系和管理它的各种法规。这种强调官僚和法治的政策导致律令制度的引入。天武十年（681年）2月25日，天武天皇诏命大臣制定律令，然而未及律令完成就于686年去世，後由其后鸕野讚良皇女（持统天皇）和皇太子草壁皇子继續律令的编撰。草壁皇子原擬於服丧期结束后即位，然而却在689年四月突然去世，同年6月，《飛鳥淨御原令》倉促颁布，被认为是为了平息因草壁皇子去世而引起的政府内部动乱，并明确表明天武天皇遗志的继承。
據聞《令》中制定數件重要事項。例如「天皇」称号源於此令，但更可能的说法是早在天武时代即设立「天皇」称号，直到该令才明訂於法典。此外，每六年制作一次户籍、50户为一里的地方制度、以及有关班田制、租庸调的规定等律令也透过《飛鳥淨御原令》而制度化。有一种说法认为《飛鳥淨御原令》制定的同时，也制定了「律」，但也有说法是因已無人力重制新律，而直接采用唐律 。因成法仓促、未能周詳，《飛鳥淨御原令》在颁布後仍继续編修，直到大宝令於701年颁布，天武天皇的律令编译工程方告完成。

### 日本的律令
- 近江令
- 大宝律令
- 养老律令
- 刪定律令